# Mike Bauer (basket-ball)
Pour les articles homonymes, voir Mike Bauer et Bauer.
Mike Bauer ou Michael Bauer, est un joueur de basket-ball américain, né le 14 août 1980 à Hastings (Minnesota). Il évolue au poste d'ailier fort et mesure 2,03 m.

## Biographie
Mike Bauer n'est pas drafté en NBA. Il brille lors du camp de Columbus en 2005 : 23 points à 68,8 % de réussite, dont 10/15 à trois-points (66,7 %) et 6 rebonds de moyenne. Contre l’équipe de France A’ il marque 24 points pour 5 rebonds.
Jean-Denys Choulet, entraîneur de Roanne, le découvre et le recrute. Il réalise une solide saison avec la Chorale. Mike Bauer est un bon tireur à 3 points, présent au rebond et en défense.
Il signe ensuite à Pau-Orthez pour la saison 2006-2007. Peu utilisé, il s'engage à Francfort en février. Il signe au SLUC Nancy pour la saison 2007-2008. Après une superbe saison avec le club lorrain et un titre de champion de France et alors qu'il renégociait son contrat avec le SLUC Nancy il décide alors de s'engager avec le club belge d'Ostende. Les dirigeants de Pau-Orthez annoncent le 24 juillet 2009 l'engagement de Mike Bauer pour les deux prochaines saisons à venir.

### Clubs successifs
- 1999 - 2004 :  Minnesota Golden Gophers (NCAA)
- 2004 - 2005 :  Waikato Titans (NBL)
- 2004 - 2005 :  Amicale Steinsel (DBBL)
- 2005 - 2006 :  Chorale Roanne (Pro A)
- 2006 - 2007 : 
  -  Pau-Orthez (Pro A)
  -  Francfort Skyliners (Basketball-Bundesliga)
- 2007 - 2008 :  SLUC Nancy Basket (Pro A)
- 2008 - 2009 :  Ostende (Division 1)
- 2009 - 2011:  Pau-Orthez (Pro B)

## Palmarès
- 2008 : Champion de France Pro A avec le SLUC Nancy